# 凯特·谢泼德
凯瑟琳·威尔逊·谢泼德（英語：Katherine Wilson Sheppard，1848年3月10日—1934年7月13日），原名凯瑟琳·威尔逊·马尔科姆（Catherine Wilson Malcolm）是新西兰妇女参政权运动中最杰出的人物，也是新西兰最知名的女性参政者。她出生于英国利物浦，1868年随家人移居至新西兰。在新西兰，她成为了包括基督教妇女禁酒联盟（WCTU）在内的各种宗教和社会组织的活跃成员。1887年担任基督教妇女禁酒联盟主管参政权及立法的全国负责人，在她任职期间，新西兰的妇女参政权事业得以推动。
谢泼德透过组织請愿活动和公众集会、给媒体致函以及与政治家建立联系等方式促进女性的参政权。她是新西兰首家由女性经营的报纸《白丝带》（The White Ribbon）的编辑。透过其娴熟的文风和极具说服力的演讲，成功推动了女性参政。她的小册子《新西兰女性应该去投票的十个理由》（Ten Reasons Why the Women of New Zealand Should Vote）及《女性应不应该去投票？》（Should Women Vote?）对妇女参政权事业起到了推动作用。这次活动的高潮是向新西兰议会递交了一份三万人联署的情愿书，呼吁赋予妇女参政权。1893年，新西兰女性成功获得投票权。自此，新西兰成为世界上首个实现普遍选举的国家。
1896年，新西兰全国妇女理事会（NCWNZ）成立，谢泼德担任该理事会首任主席，并在1918年协助理事会进行改革。晚年，她前往英国，协助当地的女性争取参政权。但由于她的健康状况每况愈下而回到新西兰。尽管谢泼德后来在政治议题上不再活跃，但她仍然为推动女权而持续写作。1934年，谢泼德逝世，膝下无在世子嗣。
1991年，谢泼德的形象被印在10新西兰元纸币正面，取代了原先的伊丽莎白二世肖像。

## 早年

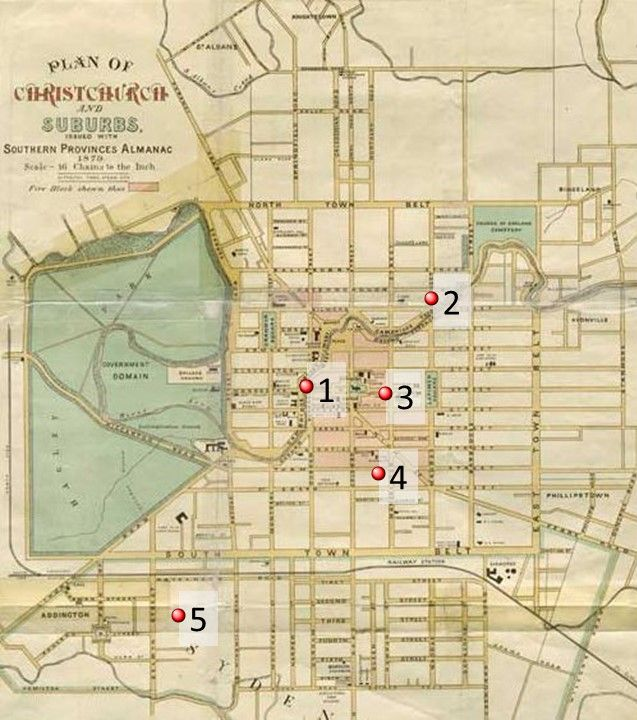
凯特·谢泼德纪念地：
（1）凯特·谢泼德国家纪念碑
（2）马德拉斯街寓所
（3）八角楼 (基督城)
（4）奥德翁剧场 (基督城)
（5）亚丁顿墓园

凯特·谢泼德，原名凯瑟琳·威尔逊·马尔科姆，1848年3月10日出生于英格兰利物浦。她的父母都是苏格兰人，母亲杰迈玛·克劳福德·苏塔（Jemima Crawford Souter）；父亲安德鲁·威尔逊·马尔科姆（Andrew Wilson Malcolm），1819年出生于苏格兰，在各类档案中被描述为律师、银行家、酿酒厂职员或法官助理。1842年7月14日，两人在内赫布里底群岛结婚。谢泼德的名字源于她的祖母，同样也叫凯瑟琳·威尔逊·马尔科姆（Catherine Wilson Malcolm），不过她更喜欢将自己的名字拼写成或简化为“凯特”（Kate）。她有一个出生在苏格兰的姐姐玛丽（Marie），还有三个弟弟妹妹，分别是出生在伯明翰的弗兰克（Frank），还有出生在伦敦的伊莎贝拉跟罗伯特（Robert），可见当时她们经常搬家。凯特当时的受教育情况尚不明确，但从她的著作中所表现出的她对科学和法律的了解，可以看出她应该是接受了良好的教育，并以她渊博的学识在此后所闻名。她的父亲热爱音乐，并确保一家人都能受到良好的音乐训练。
1862年，父亲马尔科姆去世，年仅四十三岁，不过他留给妻子的遗产足够一家人生活。父亲走后，她与担任苏格兰自由教会牧师的叔叔一同住在奈恩，叔叔教导凱薩琳基督教社会主义的价值观。这段时间，其他家人都住在都柏林的亲戚家里，凯特后来也前去那里。
1863年，凯特的姐姐玛丽的未婚夫乔治·比斯移居墨尔本，后来移居基督城。玛丽到那里和他团聚后，他们于1867年结婚，第二年他们的第一个孩子出生了。玛丽对基督城的描述促使凯特的母亲杰迈玛举家迁往新西兰，因为她想为儿子寻找更好的就业机会，也想看看自己的孙女，于是在1868年11月12日，他们一家乘“玛托阿卡号”帆船从格雷夫森德出发，在1869年2月8日抵达利特尔顿港。

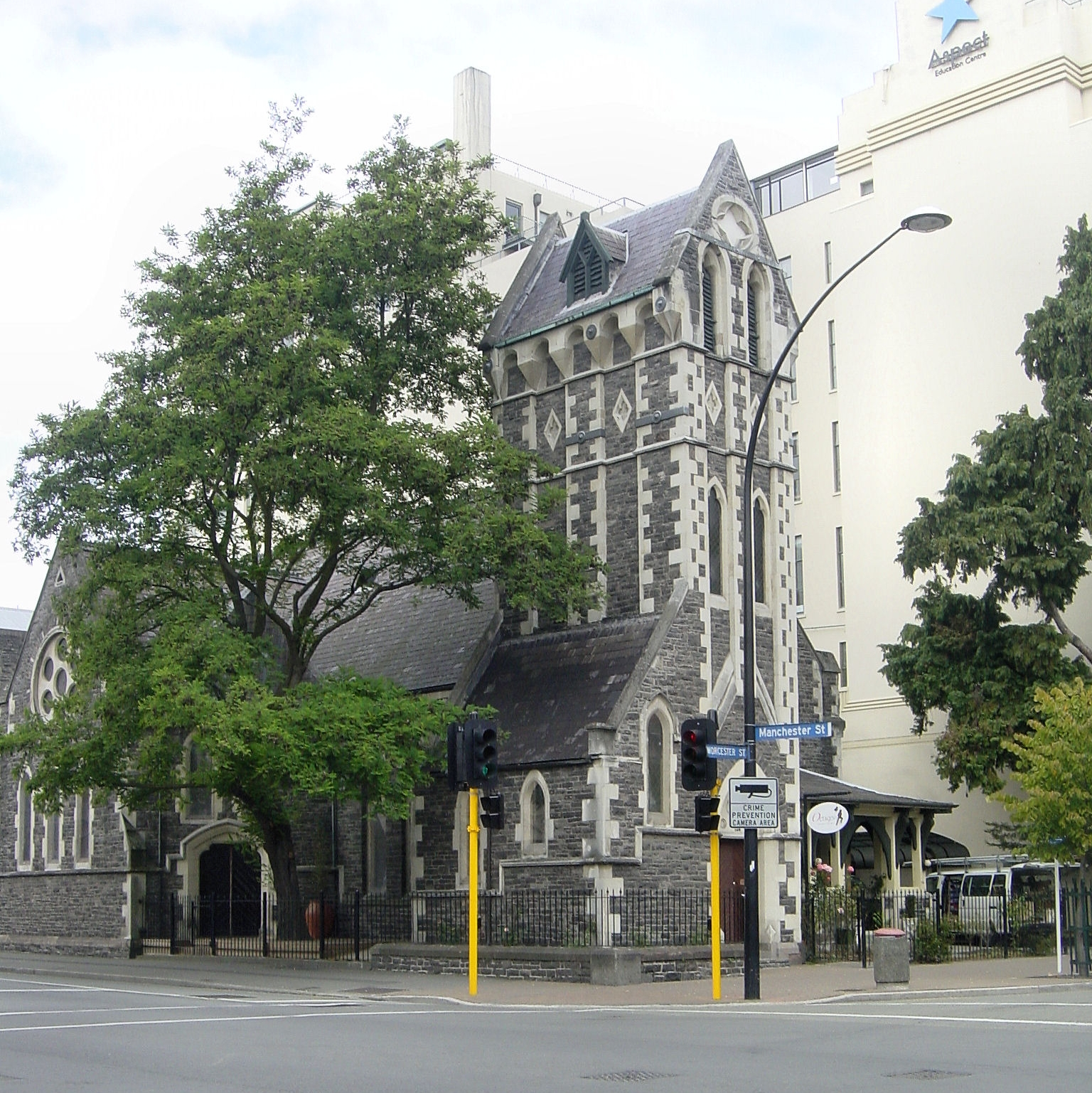
八角楼 (基督城)，谢泼德做礼拜的地方

在基督城，包括凯特在内的大多数家庭成员都加入了三一公理会，牧师名叫威廉·哈本斯，毕业于伦敦大学，同时也是基督城高中的古典文学讲师。自此凯特开始出入于基督城的知识分子和社交场合之间，并同玛丽和乔治一家一起共度时光。
1871年7月21日，凯特在她母亲的家里嫁给了商铺店主沃尔特·艾伦·谢泼德（Walter Allen Sheppard）。1868年，沃尔特当选基督城市议会议员，他对当地所存在问题的认识给凯特留下了深刻的印象。他们住在马德拉斯街，这里距离她母亲家不远，步行就能到达市中心。1872年至1874年，三一公理会为新建筑筹款，凯特也曾慷慨解囊。她与著名的禁酒运动家和政治家阿尔弗雷德·桑德斯建立起了友谊，他的很多观点影响了凯特对妇女参政权的看法。1887年，谢泼德和她丈夫在英格兰住了一年，后回到基督城。1880年12月8日，他们的独生子道格拉斯（Douglas）出生。
谢泼德活跃于各种宗教组织。她在主日学授课，并在1884年当选为新成立的三一妇女协会秘书长，该协会专门探访那些不定期参加教堂礼拜的教区居民，还协助给教会筹款，为教会服事，如提供上午茶等。谢泼德还负责编写协会的工作报告，尝试招募新成员，并极力挽留现有成员。第二年，她加入了里卡尔顿合唱团，在1886年5月的音乐会上，她的独唱得到了《利特尔顿时报》的称赞。她也是基督教女青年会管理委员会的成员。

## 妇女参政权运动时期

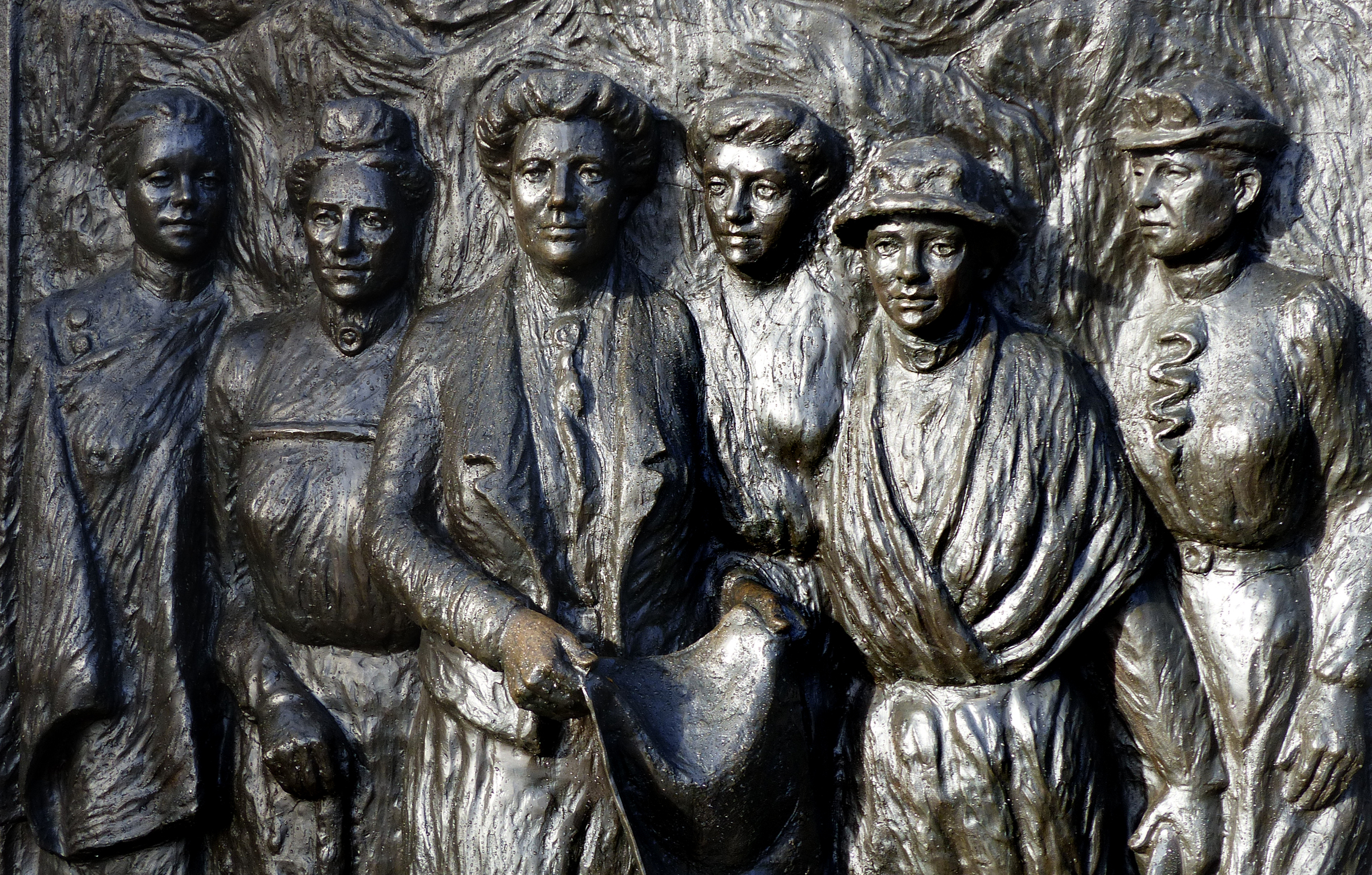
凯特·谢泼德国家纪念碑上的谢泼德以及其他5位新西兰著名的推动女性参政者的铜像

### 初入政坛
凯特·谢泼德在聆听完美国基督教妇女禁酒联盟的玛丽·莱维特的演讲后，开始了她的参政之路。1885年，玛丽·莱维特在新西兰展开了巡回演讲，她在演讲中不但谈到了饮酒所产生的问题，还谈到了女性在“公共事务上拥有发言权”的必要性。她在基督城停留了两周，首先于5月10日在皇家剧院发表了公开演讲。记者们对她演讲时所散发出的个人魅力感到印象深刻，这在当时的新西兰是不多见的。
在成立全国性组织之前，谢泼德参与创建了禁酒联合会基督城分会。她最初的工作是向议会递交请愿书，要求不准招募酒吧女侍，以及禁止向儿童出售酒水等。阿尔弗雷德·桑德斯建议她跟政治家展开对话，并致函给时任总理罗伯特·斯陶特寻求进一步推动她的主张，这也标志着她与桑德斯合作的开始。但在1885年末，议会请愿委员会驳回了有关酒吧女侍的请愿书（也包括全国其他地区的请愿书）。这让谢泼德意识到，只要妇女一天得不到投票权，也就一天得不到政客们对于女性权益的重视。
1879年，所有年满二十一周岁的新西兰男性不论财产状况皆拥有了选举权，但女性仍然被排除在选民之外。19世纪70年代，少数女性开始拥有投票权。1873年，缴纳地产税的女性可以在地方选举中投票。1877年，女性户主可投票或参选教育委员会委员。
1886年2月，新西兰基督教妇女禁酒联盟在惠灵顿举行成立大会，谢泼德没有参加，但在一年后在基督城召开的全国大会上，她准备提交一篇有关妇女参政权的报告，可她没有得到这个机会。由于对经济学深感兴趣，她起初担任统计主管。1887年，禁酒联合会地方选举部成立，谢泼德担任主管选举和立法的全国负责人。
大多数女性对女性参政抱持一种温和的态度，而禁酒联合会认为女性参政在增进儿童和家庭福祉的同时，亦可推动其禁酒的目标。谢泼德很快在妇女参政权领域一举成名，而她对此所产生的兴趣已经超出了禁酒联合会的实际考虑。谢泼德曾说：“一切种族、阶级、宗教信仰或是性别上的不平等都是不人道的，这些都必须要被消灭掉！”，她的这一表态令她的观点更加为人知晓。谢泼德也证明了自己是一名富有影响力的演说家及出色的组织者，她的事业也很快得到了支持。

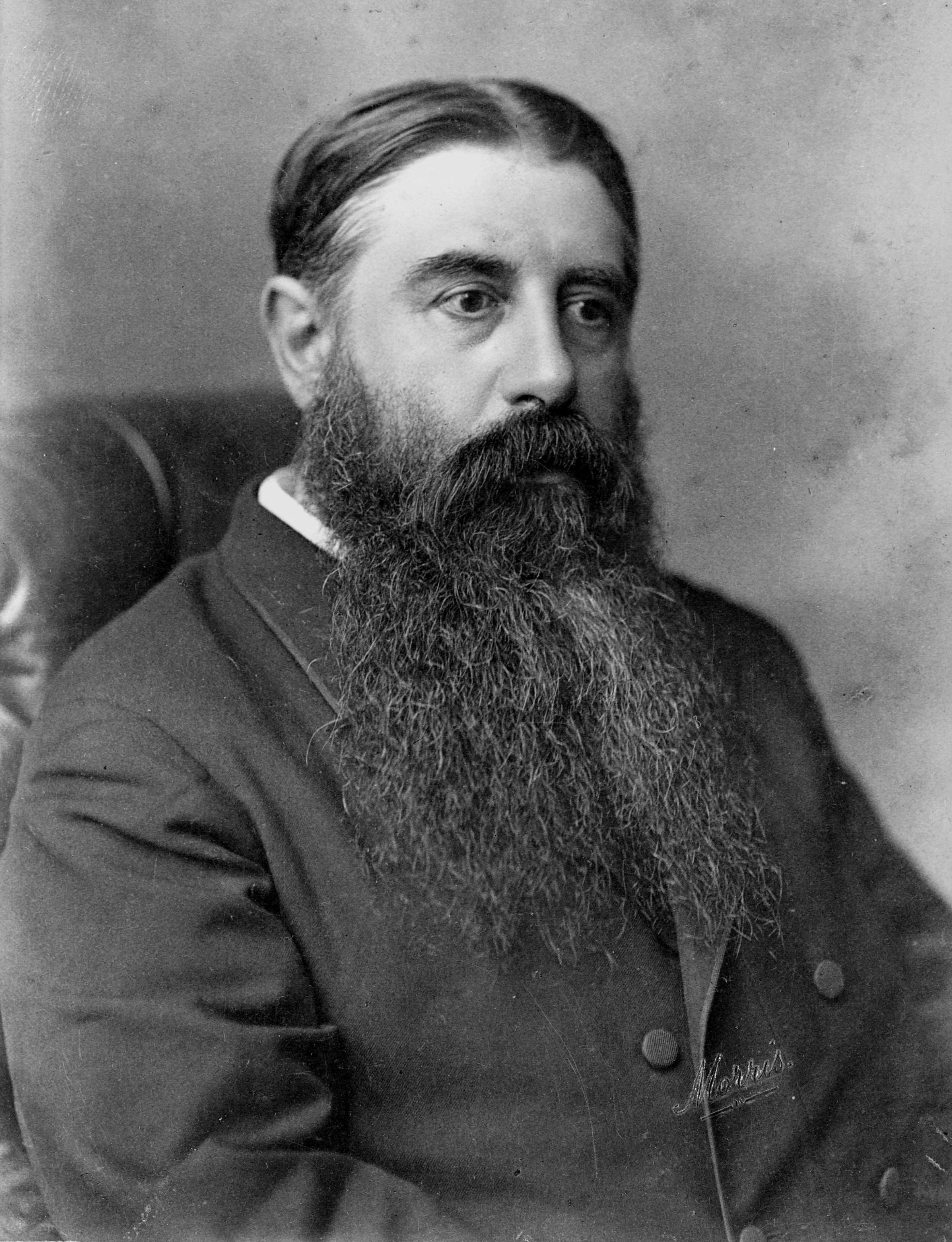
尤勒斯·沃格尔爵士，时任北基督城（新西兰选区）国会议员，前新西兰总理，他在1887年向国会提交了妇女参政权法案。

禁酒联合会派出了一个代表团同前总理及国会议员尤勒斯·沃格尔会谈，请求他向议会提交一份参政权法案。1887年，他向国会提交了这一法案，谢泼德则为他背书。在三读中，与妇女参政权相关的部分以一票之差被否决，该法案被撤回。在该年年末的大选竞选活动中，谢泼德鼓励禁酒联合会成员向议员参选人询问有关参政权的问题，但做的人寥寥无几。
1888年，谢泼德就任禁酒联合会基督城分会主席，并在达尼丁召开的全国大会上提交了一份报告。会议决定将禁酒和实现妇女参政权作为联合会的核心目标。她还在达尼丁、奥马鲁和基督城做有关参政权的公开演讲，发展她自信的演讲风格。为巩固她的话语权，她给听众在英国和美国印制了传单。随后她出版了自己的宣传册，标题为《为何新西兰女性应当去投票的十个理由》，这本宣传册展现了她“幽默且极富逻辑”的一面，而宣传册的复印件则寄给了每一位众议员。

### 请愿之路
1888年，政府提出选举法案，该法案仍将女性排除在选民之外。于是谢泼德便组织请愿活动，要求撤销这一限制。她给备受尊敬的坎特伯雷区众议员约翰·霍尔爵士写信，随后与他会面，邀请他出席请愿活动并支持她的事业。他同意了上述请求，但未有出席相关活动。随后，谢泼德印制了第二份宣传册《女性应不应该去投票？》，阐述了新西兰及海外知名人士对参政权的看法。
有关法案的表决被推迟到了1890年。这年8月5日，约翰·霍尔提出动议，要求将众议员投票权扩大至女性。经过激烈的讨论，该动议以37票支持、11票反对获得通过。8月21日，霍尔就选举法案动议修正，以给予妇女参政权，但法案最终以7票之差被驳回。
此后，霍尔建议谢泼德下一步应向议会情愿。于是谢泼德开始斟酌请愿书的措辞，准备好要印制的表格，为得到支持而努力宣传。在1890年大选竞选期间，禁酒联合会的成员试图咨询所有参选人对于妇女参政权的立场。1891年，一份新的选举法案被送交至委员会审议，霍尔将含有10085个签名的请愿书（根据禁酒联合会的议事录记载）递交至议会。请愿书在议会得到了霍尔、阿尔弗雷德·桑德斯以及时任总理约翰·巴兰斯的支持。霍尔又就选举法案动议修正，以给予妇女参政权，这项动议以25票的多数优势获得通过。之后，反对妇女参政的议员沃尔特·卡恩克罗斯也提出动议修正，要求给予女性参选权，这看似是对霍尔所提动议的一种合乎情理的延伸，实际上是为了让法案在新西兰议会上议院——新西兰立法会无法得到通过，最终该法案在立法会以两票之差被否决。

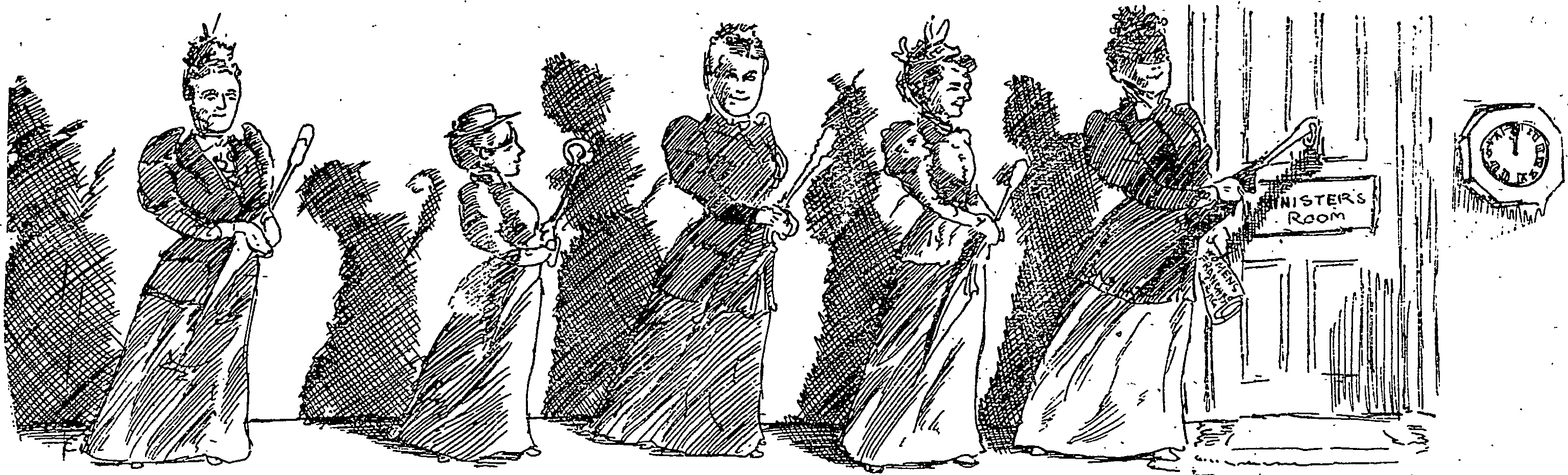
插画《在总理办公室外排队的奥克兰选举权联盟》，刊登在1893年的《观察者报》上。

1890年，谢泼德成为基督教伦理学会的创始人之一，这是一个不论性别、不限教会的讨论组。最初的几次会议里，他们所讨论的主题包含利己主义、婚姻关系以及服饰改革。在学会里，谢泼德更有信心地与来自不同背景的人对她的想法展开辩论。1891年，谢泼德开始代表禁酒联合会担任《禁酒主义者》的主编。《禁酒主义者》是一份宣扬禁酒的双周刊，在新西兰的发售量超过兩萬份。谢泼德以笔名“佩涅洛佩”在上面发表文章。
謝潑德許諾第二次請願會比前一次的規模大兩倍，整個夏天，她都在為組織請願而忙碌，最后她收到了20,274个女性的签名。自由党议员利用有偿游说员组织了两次反对请愿，一份请愿书由男性签名，其他的由女性签名，最后共收集了5000个签名。1892年，包含了妇女参政权条款的选举法案在众议员很快获得了通过，但上议院要求女性邮寄投票而非现场投票。两院对此无法达成共识，该法案被否决。

1893年女性选举权请愿书的第一页

1893年，谢泼德组织了第三次妇女参政权请愿活动，规模仍比上一次要大。这次请愿有31,872名女性签署请愿书，成为在当时提交至议会的规模最大的请愿书。

### 选举法案
1893年的选举法案给予女性完整的投票权，并于8月在众议院顺利通过。很少有议员愿意投反对票，担心女性在年底的大选中给他们投反对票。因此，许多议员选择在投票时缺席。亨利·菲什试图通过举行全民公投来推迟拟议的法规，但法案已提交至立法会。在阻碍法案通过的几次尝试失败后，立法会在9月8日以20票对18票通过这项法案。现在法案需要总督御准，但总督大卫·博伊尔对女性参政表示反对并一再推迟签署，但他最终于9月19日签署该法案。谢泼德自此成为广为人知的妇女参政权运动领导者。

## 1893年大选與增进妇女权益
距1893年大选仅剩10周，谢泼德无暇休息，报纸上充斥着可能要提早举行大选以减少女性选民登记量的谣言。于是她与禁酒联合会一道，十分积极地鼓励女性参加选民登记。基督城的主会场设在蒂尤厄姆街会堂。酒类业者对她恨之入骨，担心自己不能再继续做生意。尽管通知的较为仓促，但仍有88%的女性在投票日（11月28日）前登记为选民，而将近70%的女性参加了投票。女性得到了投票权，但直到1919年女性才得到了议员参选权，最终在1933年选出首位女性议员——伊丽莎白·麦库姆斯。
1892年左右，谢泼德开始在基督城周边骑自行车，她是当时为数不多的在基督城骑自行车的女性。她加入了阿塔兰塔女子自行车俱乐部（1892-1897），成为其创始委员。该俱乐部是澳新地区首个女子自行车俱乐部，由於其一些成員提倡“合理的穿著”（即穿著過膝燈籠褲（Knickerbockers）而非短裙）引發爭議。
1893年12月，謝潑德當選為禁酒聯合會基督城分會主席。1894年，她主持了前兩次會議，之後同丈夫和兒子前往英國。她在婦女團體裡就新西蘭女性爭取參政權的鬥爭發表演講，受到了英國女性的熱烈歡迎。1895年年中，禁酒聯合會發行月刊《白絲帶》，由謝潑德擔任主編，並從海外為其發稿。在英國期間，謝潑德出現健康問題，需要動手術，可能切除了子宮。一家人在1896年初回到新西蘭。年末，謝潑德再一次擔任《白絲帶》的主編。

## 坎特伯雷妇女协会与全国妇女理事会

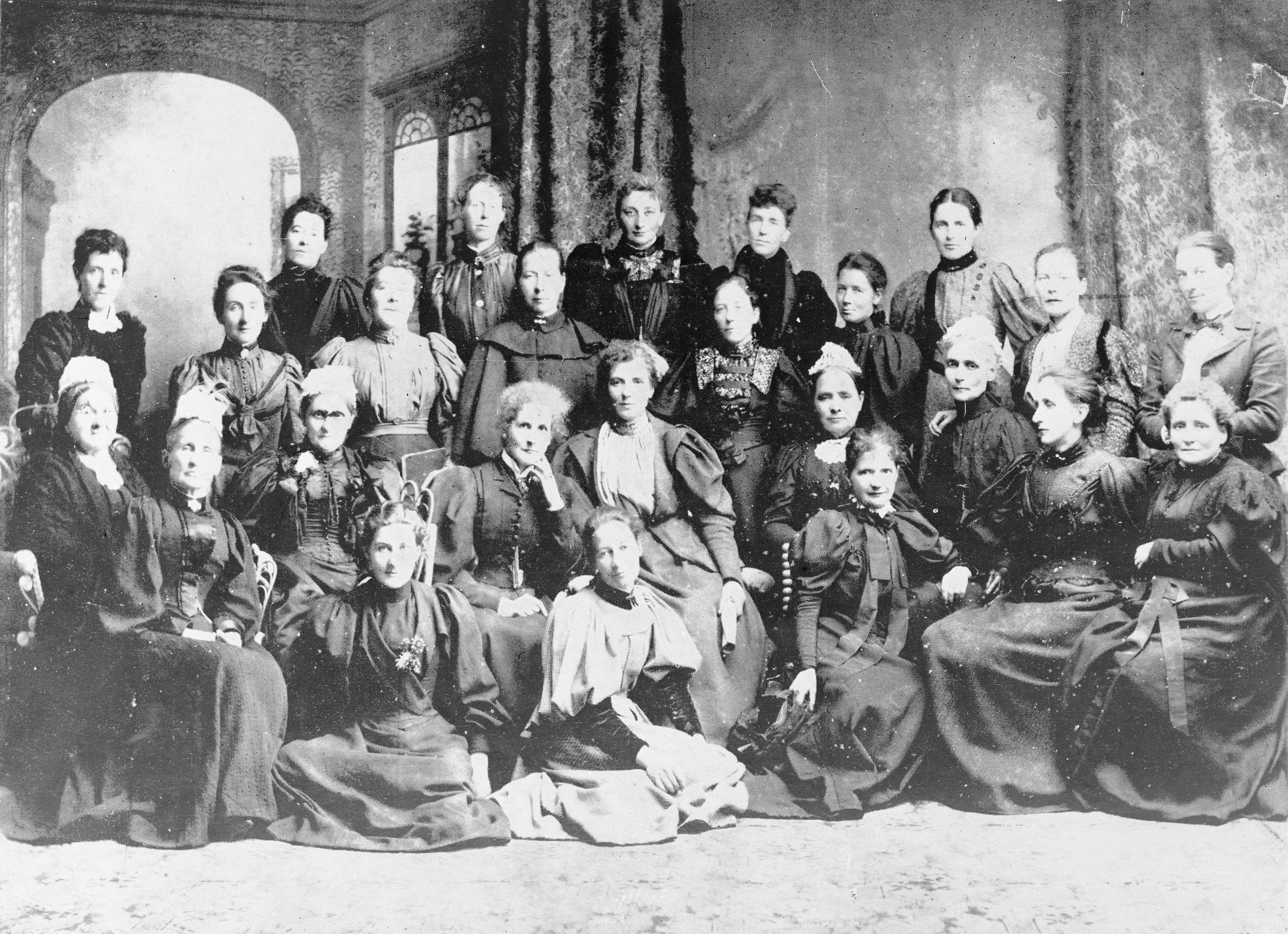
1896年在基督城的全国妇女理事会

坎特伯雷妇女协会成立于1892年9月，由谢泼德担任领导职务并负责财经部。该协会向所有人开放，旨在减少男女之间的不平等。谢泼德相信赋予女性选举权是迈向改革的第一步，例如对婚姻、亲子关系和财产分配的不公平法律进行改革，并努力消除男女在道德上的不平等待遇。
1896年4月，坎特伯雷妇女协会以及其他十个新西兰妇女团体共同成立了新西兰全国妇女理事会，谢泼德在成立大会上当选为主席。该理事会致力于推动女性在议会的代表权，推动男女同酬且机会均等，消除影响女性的制度障碍，以及推动已婚女性的经济独立。
可谢泼德的当选使她与同为女权主义者的安娜·斯陶特夫人之间产生间隙。像这样的问题以及“应不应该支持新西兰参与第二次布尔战争”等分歧共同导致该组织在1906年陷入休会状态。

## 晚年

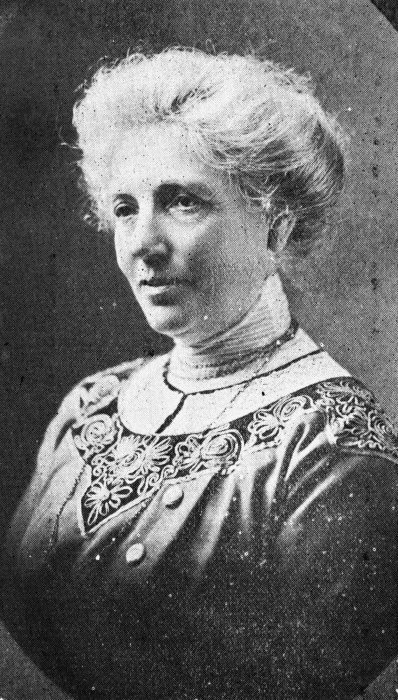
1914年的凱特·謝潑德

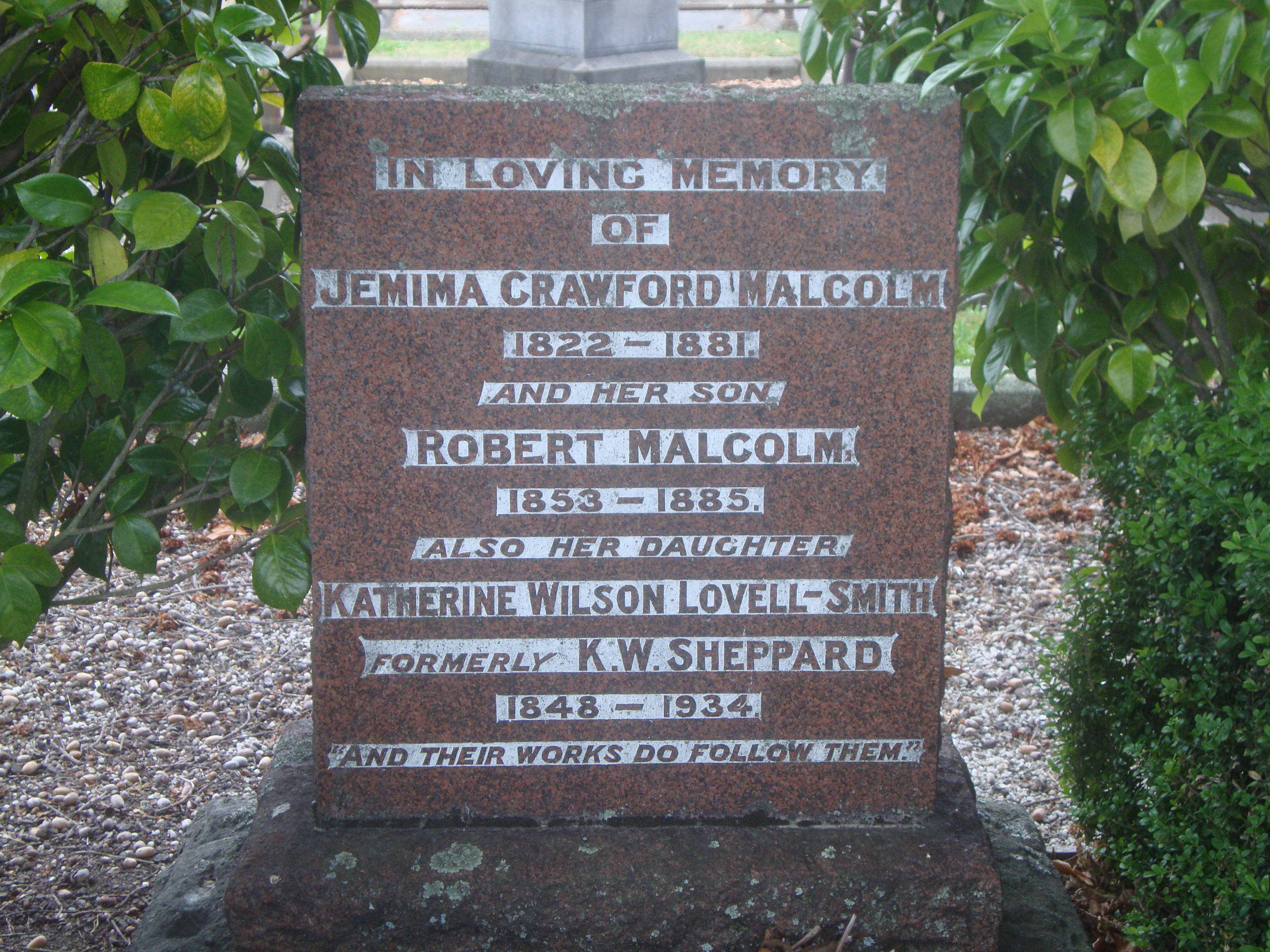
基督城亚丁顿公墓内的谢泼德家族之墓

作为《白丝带》的主编和全国妇女理事会的主席，谢泼德提出了许多有关改善女性处境及地位的想法。她特别关心的是确立女性在法律和经济上独立于男性的地位。她不仅致力于推动女性权益，还推动政治改革，例如将投票制度改为比例代表制，举行具有约束力的公民投票，以及实现由议会直选产生内阁。
到了1902年，谢泼德夫妇的感情问题可能已经持续了数年之久。丈夫沃尔特卖掉房子，跟希望在伦敦就学的儿子一同搬到英国居住。谢泼德则买了新家具，似乎计划在基督城买套新房子；可仅仅过去一年，谢泼德就把家具给卖掉了，还辞去了全国妇女理事会的职务，并移居英国，未道归期。途中她在加拿大和美国作短暂停留，同美国女性参政者凯莉·查普曼·卡特会面。在伦敦，她也积极推动妇女参政，但由于健康状况恶化，被迫中止了活动。
1904年11月，谢泼德与丈夫回到新西兰，可翌年3月她的丈夫又回到了英国。此后她入住挚友威廉·希德尼·洛弗尔-史密斯和珍妮·洛弗尔-史密斯夫妇的家，他们的三女儿希尔达·凯特·洛弗尔-史密斯便以谢泼德的名字取了中间名。她在政界已相对不再活跃并不再发表演讲，但她仍旧继续写作。1906年，在基督城举办的世博会上，谢泼德准备了一个有关妇女参政权的展览，并在1907年为国际妇女选举权同盟编写了小册子《新西兰的妇女参政权》。第二年又前往英国参加他儿子的婚礼，途中她在芝加哥参访了基督教妇女禁酒联盟的总部，抵达英国后又会见了妇女选举权团体。1912年和1913年，她又随洛弗尔-史密斯夫妇一起前往印度和欧洲旅行。虽然她未能重现从前的活跃度，但健康状况不再恶化，且仍对新西兰的妇女运动持续保有影响力。1916年，她最先向前总理约瑟夫·沃德爵士签署请愿书，请求他敦促英国政府给予妇女选举权。1918年，谢泼德与其他妇女运动家重振了全国妇女理事会。
1915年，她的丈夫沃尔特在英国去世。1924年，珍妮·洛弗尔-史密斯去世。1925年，凯特嫁给了威廉·希德尼·洛弗尔-史密斯。4年后，洛弗尔-史密斯先行离世，而谢泼德也于1934年7月13日在克赖斯特彻奇逝世，享年87岁。而她的独子道格拉斯则因恶性贫血于1910年逝世，享年29岁，而她唯一的孙辈玛格丽特·伊莎贝尔·谢泼德也因结核病于1930年去世，年仅19岁。自此，谢泼德膝下无任何在世后代。她和她的母亲、弟弟一同葬于基督城的亚丁顿公墓。

## 紀念

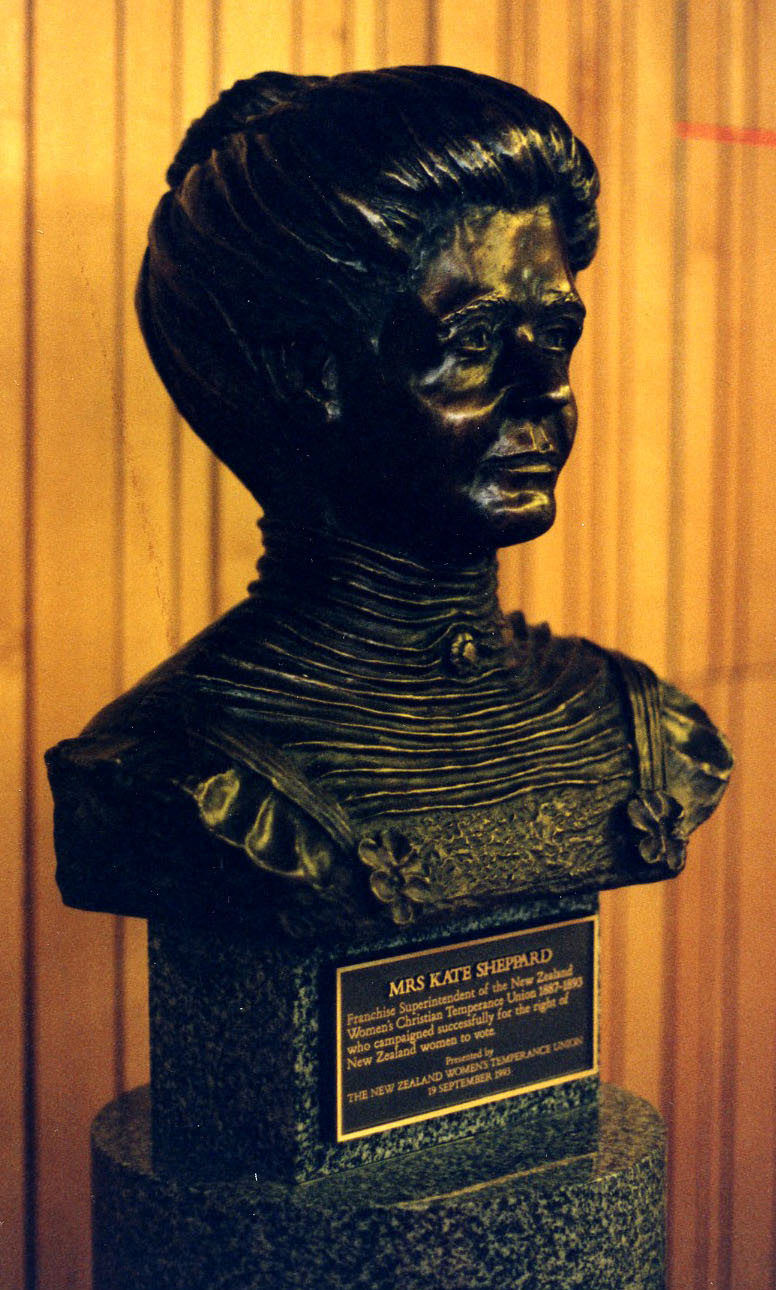
基督教妇女禁酒联盟在1973年赠送给国会的凯特·谢泼德半身像

谢泼德是新西兰历史上的重要人物。自1992年起，她的头像便印在了10新西兰元正面。2005年，电视节目《新西兰百大历史人物》将谢泼德列为有史以来影响力最大的新西兰人第二名。同样，在2013年，《新西兰先驱报》将谢泼德评选为最伟大的10个新西兰人之一。
1972年，帕特里夏·格里姆肖在《新西兰的妇女参政权》一书中将谢泼德确立为妇女参政权运动中的领军人物。这是首本赞颂谢泼德的书籍，其出版标志着更多人开始认可谢泼德以及她所领导的运动。
1993年是新西兰妇女参政权运动一百周年，一群来自基督城的妇女为纪念谢泼德而以她的名义在埃文河畔设置了凯特·谢泼德国家纪念碑以及向女性研究者颁发凯特·谢泼德纪念信托基金奖。同年，在塔拉纳基大区考波科努伊的山茶谷种植园内培育出一种特殊的芍药形白色山茶花。白色山茶花象征的是女性参政权者，而这种花便以凯特·谢泼德的名字命名，并在新西兰广泛种植。
谢泼德一家在1888年至1902年期间居住在位于芬达尔顿的克莱德路88号，现为谢泼德故居。鉴于许多有关于妇女选举权运动的大事件发生于此，故新西兰遗产局将其登记为第一类建筑遗产。就是在这里，谢泼德把三份主请愿书粘贴在墙纸上。2019年，凯特·谢泼德故居被政府征收。
新西兰剧作家默文·汤普森写了一部有关谢泼德及禁酒运动的话剧《啊！禁酒者！》（O! Temperance!），该剧于1972年在基督城的法院剧场首演。2016至2017年，音乐剧《赤红之焰》（The Bloody Woman）以朋克摇滚乐的形式重现了谢泼德的一生，并在新西兰展开巡演。

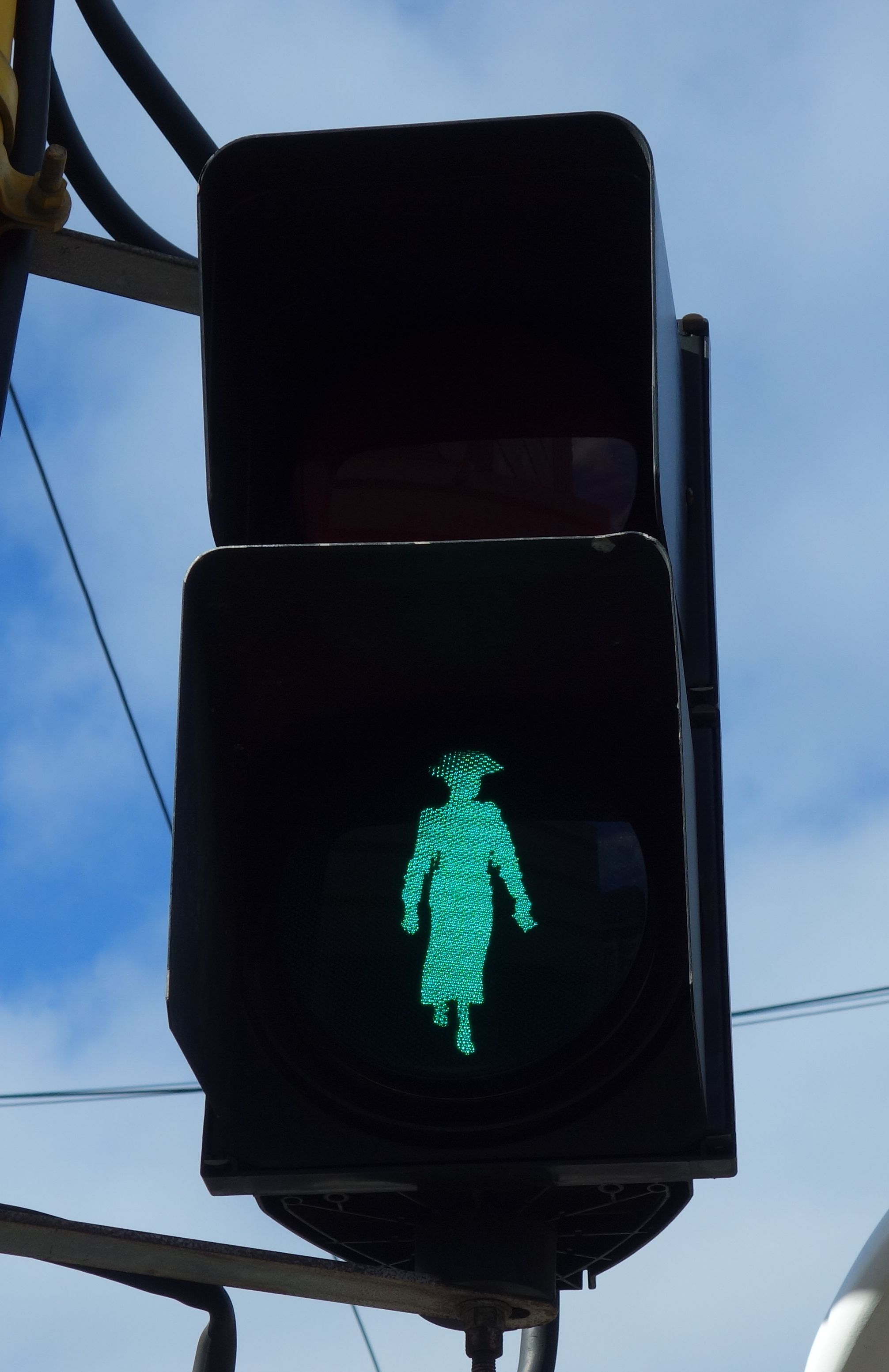
惠灵顿议会大厦外的谢泼德式样信号灯

惠灵顿议会区内的凯特·谢泼德道（Kate Sheppard Place）以谢泼德的名字命名。这是一条很短的单行道，起点位于议会大厦对面的莫尔斯沃斯街，终点位于穆尔格雷夫街和桑顿路的交叉路口。在奥克兰的近郊也有凯特·谢泼德大道。2014年，惠灵顿议会大厦附近的8个路口都安装了描绘有谢泼德轮廓的绿色信号灯。
一些新西兰学校也有以谢泼德为名的学院。2014年，旺加雷女子高中应学生的要求将一座以妇女参政权反对者理查德·塞登命名的学院更名为凯特·谢泼德学院。
2018年3月8日，恰逢国际妇女节并庆祝妇女参政权运动125周年，新西兰足球协会将其最高规格的女子足球杯赛更名为凯特·谢泼德杯。

## 著作
- Sheppard, Kate.  [为何新西兰女性应当去投票的十个理由]. New Zealand History. 新西兰文化与遗产部（英语：Ministry for Culture and Heritage）. 2017-05-17 [1888]  [2019-08-12]. （原始内容存档于2019-07-18）.
- Should women vote? [女性应不应该去投票？] (1890)
- Sheppard, Kate.  [我们怎样在新西兰赢得选举权]. New Zealand History. 新西兰基督教妇女禁酒联盟: 7.  [1924]  [2020-01-19]. （原始内容存档于2020-01-30）.
- Woman Suffrage in New Zealand [新西兰的妇女参政权] (1907)
- Woman's suffrage petition 1892 [1892年妇女参政权请愿书]
- [1893年妇女参政权请愿书]. New Zealand History. 惠灵顿: 新西兰文化与遗产部（英语：Ministry for Culture and Heritage）.  [1893-07-28]  [2019-08-12]. （原始内容存档于2019-08-12）.

## 引用来源
书籍和期刊
- Adas, Michael. . Philadelphia, Pennsylvania: Temple University Press. 2010. ISBN 9781439902714.
- Amodeo, Colin. . Christchurch: Westonians Association in conjunction with the Caxton Press. 2006. ISBN 9780473116347.
- Dalziel, Raewyn.  (PDF). New Zealand Journal of History. 1973, 7: 201–202  [2019-08-12]. （原始内容 (PDF)存档于2020-02-05）.
- Devaliant, Judith. . Auckland: Penguin Books. 1992. ISBN 9780140176148.
- Fleischer, Jeff. . San Francisco, California: Zest Books. 2014: 151–154. ISBN 9781936976744.
- Grimshaw, Patricia. . Auckland: Auckland University Press. 1987. ISBN 9781869400262.
- King, Michael. . Auckland: Penguin Books. 2003. ISBN 9780143018674.
- Lusted, Marcia Amidon. . Cobblestone. March 2009, 30 (3): 40  [2015-06-24]. ISSN 0199-5197. （原始内容存档于2015-10-06）.
- Malcolm, Tessa K. . . Two, 1870-1900. Wellington: Bridget Williams Books : Dept. of Internal Affairs: 459–462. 1993. ISBN 0908912498.
- Pierce, Jill. . Wellington: National Council of Women New Zealand (NCWNZ). 1995. ISBN 0-473-03150-7.
- Simpson, Clare. . Else, Anne  (编). . Wellington: Wellington Historical Branch, Department of Internal Affairs. 1993: 418–419.
- Sulkunen, Irma. . Journal of Women's History. 2015, 27: 88–107. doi:10.1353/jowh.2015.0040 –Project Muse.
- Thompson, Mervyn. . Christchurch: Christchurch Theatre Trust. 1974  [2018-02-02]. （原始内容存档于2020-06-01）.
- 石红梅、黄捷. . 国外社会科学. 2016, 02: 84–92.

新闻
- Choe, Kim. . newshub.co.nz (Mediaworks). 2016-06-12  [2018-02-02]. （原始内容存档于2018-02-03）.
- . The Press. 1890-06-14: 6  [2019-08-12]. （原始内容存档于2019-08-12）.
- . The Press. 1934-07-14: 1  [2019-08-12]. （原始内容存档于2019-08-12）. On Friday, July 13th, at "Midway," Riccarton road, Katherine Wilson Lovell-Smith; in her 87th year.
- . The Lyttelton Times. 1890-08-23: 4  [2019-08-12]. （原始内容存档于2019-08-12）.
- . The Press. 1885-05-16: 2  [2019-08-12]. （原始内容存档于2019-08-12）.
- . The Lyttelton Times. 1885-05-11: 5  [2019-08-12]. （原始内容存档于2019-08-12）.
- . The Lyttelton Times. 1885-05-16: 5  [2019-08-12]. （原始内容存档于2019-08-12）.
- . Newshub. 2016-11-04  [2018-02-03]. （原始内容存档于2018-02-03）.
- Hyslop, Liam. . Stuff.co.nz. 2018-03-08  [2019-08-12]. （原始内容存档于2019-08-12）.
- MacAndrew, Ruby. . stuff.co.nz (Stuff). 2017-09-14  [2018-02-02]. （原始内容存档于2018-02-03）.
- Maoate-Cox, Daniela. . radionz.co.nz (Radio New Zealand). 2014-09-11  [2016-09-20]. （原始内容存档于2016-08-09）.
- . The Lyttelton Times. 1885-07-23: 6  [2019-08-12]. （原始内容存档于2019-08-12）.
- . Evening Post. 1934-07-20: 12  [2019-08-12]. （原始内容存档于2019-08-12）. ... the death of Mrs. Kate Wilson Lovell-Smith, which occurred in Christchurch on Friday, at the age of 86 years. ....
- . nzherald.co.nz (NZME). 2013-11-13  [2018-01-27]. （原始内容存档于2018-01-28）.
- . The Lyttelton Times. 1886-05-26: 3  [2019-08-12]. （原始内容存档于2019-08-12）.
- Ryan, Sophie. . Northern Advocate (NZME). 2014-02-11  [2018-09-15]. （原始内容存档于2018-09-15）.
- . The Lyttelton Times. 1869-02-09: 2  [2019-08-12]. （原始内容存档于2019-08-12）.
- . The Auckland Star. 1887-05-20: 4  [2019-08-12]. （原始内容存档于2019-08-12）.
- . The Star (4758). 1893-09-26: 3  [2018-07-09]. （原始内容存档于2018-07-09）.

学术论文
- Turbott, Garth John.  (PDF) (学位论文). Massey University: 102. 2013  [2018-02-12]. （原始内容存档 (PDF)于2017-09-15）.

网站
- . Christchurch City Libraries.   [2018-01-27]. （原始内容存档于2018-08-24）.
- Brewerton, Emma. . New Zealand Ministry for Culture and Heritage. 2017-11-08  [2018-01-27]. （原始内容存档于2016-11-01）.
- Cook, Megan. . Te Ara – the Encyclopedia of New Zealand.   [2018-01-27]. （原始内容存档于2018-01-28）.
- . The Reserve Bank of New Zealand.   [2018-01-17]. （原始内容存档于2020-06-01）.
- . Cashmere High School.   [2011-11-29]. （原始内容存档于2011-12-27）.
- (PDF). Christchurch Girls' High School.   [2019-01-14]. （原始内容存档 (PDF)于2019-01-31）.
- . Rangiora High School.   [2011-11-29]. （原始内容存档于2013-01-30）.
- . Christchurch City Libraries.   [2018-01-17]. （原始内容存档于2018-01-17）.
- . New Zealand History. New Zealand Ministry for Culture and Heritage.   [2018-06-22]. （原始内容存档于2018-06-22）.
- Lovell-Smith, Margaret. . Dictionary of New Zealand Biography. Te Ara – the Encyclopedia of New Zealand. 2000  [2018-07-07]. （原始内容存档于2018-06-25）.
- Malcolm, Tessa K. . Dictionary of New Zealand Biography. Te Ara – the Encyclopedia of New Zealand. May 2013 [1993]  [2018-01-07]. （原始内容存档于2018-01-23）.
- McGibbon, Ian. . Dictionary of New Zealand Biography. Te Ara – the Encyclopedia of New Zealand.  [1990]  [2018-01-07]. （原始内容存档于2018-01-08）.
- McKenzie, David. . Dictionary of New Zealand Biography. Te Ara – the Encyclopedia of New Zealand.  [1993]  [2017-07-07]. （原始内容存档于2017-07-31）.
- . Ministry for Culture and Heritage. 2016-01-13  [2018-01-27]. （原始内容存档于2018-01-28）.
- . Victoria University (Wellington).   [2016-03-13]. （原始内容存档于2019-01-27）.
- Stock, Rob. . Stuff. 2017-07-02  [2018-02-13]. （原始内容存档于2018-02-14）. The Queen was replaced by Kate Sheppard on ten dollar banknotes in 1991.
- . nzhistory.co.nz. Ministry for Culture and Heritage. 2017-05-17  [2017-08-06]. （原始内容存档于2017-08-06）.
- . Prime Television. （原始内容存档于2005-11-25）.
- . nzhistory.co.nz. Ministry for Culture and Heritage. 2016-11-24  [2018-01-16]. （原始内容存档于2018-01-16）.
- . Heritage New Zealand.   [2018-07-09]. （原始内容存档于2018-07-09）.

## 延伸阅读
- . New Zealand History. Women's Suffrage. Wellington, New Zealand: New Zealand Ministry for Culture and Heritage. nd  [2018-02-13]. （原始内容存档于2016-11-03）.
- . New Zealand Ministry for Culture and Heritage. 2012-12-20  [2013-05-21]. （原始内容存档于2013-06-09）.
- (PDF).   [2013-05-21]. （原始内容 (PDF)存档于2013-03-07）.
- . New Zealand History. Wellington, New Zealand: New Zealand Ministry for Culture and Heritage. 2018-03-13 [1893-07-28]  [2018-06-25]. （原始内容存档于2018-06-25）.